# Mistrzostwa Europy w Judo 1999
48. Mistrzostwa Europy w Judo odbywały się w 1999 roku w Bratysławie (Słowacja). Turniej drużynowy odbył się 23 i 24 października w Stambule.

## Mężczyźni
| Konkurencja: | Złoto | Srebro | Brąz |
| -60kg        | Óscar Peñas | Cédric Taymans | Nestor Chergiani Natik Bagirow |
| -66kg        | Larbi Benboudaoud | Girolamo Giovinazzo | Hüseyin Özkan Victor Bivol |
| -73kg        | Giuseppe Maddaloni | Aleksei Budõlin | Giorgi Wazagaszwili Witalij Makarow |
| -81kg        | Nuno Delgado | Maarten Arens | Graeme Randall Djamel Bouras |
| -90kg        | Daan De Cooman | Algimantas Merkevičius | Mark Huizinga Rasuł Salimow |
| -100kg       | Stéphane Traineau | Paweł Nastula | Aleksandr Michajlin Ari’el Ze’ewi |
| +100kg       | Tamierłan Tmienow | Semir Pepic | Indrek Pertelson Selim Tataroğlu |
| +            | Selim Tataroğlu | Ernesto Pérez | Dennis van der Geest Alexandru Lungu |
| Drużynowo    | Rosja · Alexander Ridnyi · Magomied Dżafarow · Denis Ogienko · Vitaly Krutogolov · Alexey Mikhalev · Jurij Stiopkin · Aleksandr Michajlin | Wielka Brytania · Jamie Johnson · Julian Davies · Eric Bonti · David Kingston · Steven Vidler · Keith Davis · Richard Blanes | Włochy · Andrea Scolari · Girolamo Giovinazzo · Giuseppe Maddaloni · Dario Romano · Michele Monti · Luigi Guido · Denis Braidotti · Holandia · Martijn van Oostrum · Grietzen Bouma · Gerasime Khabuliani · Bas-Jan Berkhout · Mark Huizinga · Rogier Smulders · Willy Bilstra |

## Kobiety
| Konkurencja: | Złoto | Srebro | Brąz |
| -48kg        | Sarah Nichilo-Rosso | Laura Moise | Ann Simons Lubow Bruletowa |
| -52kg        | Deborah Allan | Paula Saldanha | Deborah Gravenstijn Raffaella Imbriani |
| -57kg        | Isabel Fernández | Magali Baton | Cinzia Cavazzuti Michaela Vernerová |
| -63kg        | Gella Vandecaveye | Jenny Gal | Anja von Rekowski Sara Álvarez |
| -70kg        | Ulla Werbrouck | Ylenia Scapin | Yvonne Wansart Úrsula Martín |
| -78kg        | Céline Lebrun | Swietłana Pantielejewa | Heidi Rakels Chloe Cowen |
| +78kg        | Irina Rodina | Cwetana Bożiłowа | Brigitte Olivier Sandra Köppen |
| +            | Katja Gerber | Brigitte Olivier | Clementina Papa Francoise Harteveld |
| Drużynowo    | Belgia · Ann Simons · Inge Clement · Marisabel Lomba · Gella Vandecaveye · Ulla Werbrouck · Heidi Rakels · Brigitte Olivier · (Ilse Heylen, Heidi Goossens, Sophie Lutyn, Cathérine Jacques) | Hiszpania · Vanesa Arenas · Miren León · Isabel Fernández · Sara Álvarez · Úrsula Martín · Esther San Miguel · Susana Somolinos | Włochy · Giuseppina Macri · Antonia Cuomo · Cinzia Cavazzuti · Jenny Gal · Ylenia Scapin · Lucia Morico · Clementina Papa · Rosja · Lubow Bruletowa · Oxana Karzakova · Olga Fedoseenko · Anna Sarajewa · Swietłana Galant · Alla Kulikova · Irina Rodina · (Irina Afonina, Polina Chekanina) |

## Klasyfikacja medalowa
| Miejsce | Państwo         | Złoto | Srebro | Brąz | Razem |
| ------- | --------------- | ----- | ------ | ---- | ----- |
| 1       | Belgia          | 4     | 2      | 3    | 9     |
| 2       | Francja         | 4     | 1      | 1    | 6     |
| 3       | Rosja           | 3     | 1      | 4    | 8     |
| 4       | Hiszpania       | 2     | 2      | 2    | 6     |
| 5       | Włochy          | 1     | 3      | 4    | 8     |
| 6       | Wielka Brytania | 1     | 1      | 2    | 4     |
| 7       | Portugalia      | 1     | 1      | 0    | 2     |
| 8       | Niemcy          | 1     | 0      | 4    | 7     |
| 9       | Turcja          | 1     | 0      | 2    | 3     |
| 10      | Holandia        | 0     | 1      | 5    | 6     |
| 11      | Estonia         | 0     | 1      | 1    | 2     |
| –       | Rumunia         | 0     | 1      | 1    | 2     |
| 13      | Słowacja        | 0     | 1      | 0    | 1     |
| –       | Bułgaria        | 0     | 1      | 0    | 1     |
| –       | Litwa           | 0     | 1      | 0    | 1     |
| –       | Polska          | 0     | 1      | 0    | 1     |
| 17      | Gruzja          | 0     | 0      | 2    | 2     |
| 18      | Azerbejdżan     | 0     | 0      | 1    | 1     |
| –       | Białoruś        | 0     | 0      | 1    | 1     |
| –       | Izrael          | 0     | 0      | 1    | 1     |
| –       | Mołdawia        | 0     | 0      | 1    | 1     |
| –       | Czechy          | 0     | 0      | 1    | 1     |